# 葭葉ルミと森末慎二の らく・ごる
『葭葉ルミと森末慎二の らく・ごる』（よしばルミと もりすえしんじの らく・ごる）は、2018年4月28日からテレビ長崎で毎月第4土曜日10:25 - 10:55に放送されているゴルフレッスン番組。

## 出演者
- 葭葉ルミ
- 森末慎二
- 菊池良子

## 放送日時
- テレビ長崎　第4土曜日 10:25 - 10:55
- ゴルフネットワーク（スカパー!・ケーブルテレビ局他）　随時放映